# IEEE 802.3
IEEE 802.3 est une norme pour les réseaux informatiques édictée par l'Institute of Electrical and Electronics Engineers (IEEE). Cette norme est généralement connue sous le nom d'Ethernet. C'est aussi un sous-comité du comité IEEE 802 comprenant plusieurs groupes de travail distincts ayant chacun la responsabilité du développement et de la spécification d'un standard d'interconnexion entre équipements basés sur les liaisons filaires.

## Présentation de la norme
IEEE 802.3 fait partie d'un ensemble de normes édictées sous l'égide du comité de standardisation IEEE 802. Celui-ci constitue un tout cohérent servant de base de travail aux constructeurs développant des équipements et les services chargés de l'implémentation des infrastructures réseaux à liaison filaire et sans fil.
Le schéma ci-dessous est une adaptation du synopsis de la famille de normes IEEE 802 consigné dans la section « introduction » de la plupart des normes publiées sous ce standard. Celui-ci est articulé autour de la norme IEEE 802.3 qui donne des spécifications relatives à l'implémentation des couches CSMA/CD (correspondant à la couche physique et la couche liaison de données du modèle OSI) pour les réseaux locaux à liaison filaire (LAN).
L'ensemble, articulé autour des normes IEEE 802 de l'Institute of Electrical and Electronics Engineers, se décompose en éléments identifiés comme suit :
- 802 : standard général de base pour le déploiement de réseaux numériques locaux ou métropolitains à liaison filaire ou sans fil.
- 802.1 : gestion des réseaux.
- 802.10 : sécurisation des échanges pour les systèmes à liaison filaire ou sans fil (Token Ring, Ethernet, Wi-Fi, WiMAX).
- 802.3 : spécifications pour l'implémentation de réseaux numériques locaux à liaison filaire.
- 802.2 : description générale de la sous-couche Logical Link Control.

## IEEE 802.3 et standards
IEEE 802.3 est composée de différents standards dont voici la liste (non exhaustive) ci-dessous (le (d) renvoie au tableau en bas de page) :
| Norme                | Date      | Description |
| -------------------- | --------- | --- |
| IEEE 802.3           | 1983      | 10BASE5 sur câble coaxial |
| IEEE 802.3a          | 1983      | 10BASE2 sur câble coaxial fin. Norme ratifiée en 1985 et appartenant au standard IEEE 802.3 (Ethernet). Plus connue, par abus de langage, sous le nom de 10BASE2, IEEE 802.3a est aussi un groupe de travail du sous-comité IEEE 802.3 aujourd'hui dissous. |
| IEEE 802.3b          | 1985      | 10BROAD36 |
| IEEE 802.3c          | 1985      | 10 Mbit/s |
| IEEE 802.3d          | 1987      | FOIRL -Fiber-Optic Inter-Repeater Link |
| IEEE 802.3e          | 1987      | 1BASE5. norme ratifiée en 1987 et appartenant au standard IEEE 802.3 (Ethernet). Plus connue, par abus de langage, sous le nom de 1BASE5, celle-ci est aussi un groupe de travail du sous-comité IEEE 802.3 aujourd'hui dissous. |
| IEEE 802.3i          | 1990      | 10BASE-T sur paires torsadées. Norme ratifiée en 1990 et appartenant au groupe de normes IEEE 802.3 (Ethernet). Plus connue sous le nom de 10BASE-T, IEEE 802.3i est aussi un groupe de travail du sous-comité IEEE 802.3 aujourd'hui dissous. |
| IEEE 802.3j          | 1993      | 10 Mbit/s sur fibre optique (d) |
| IEEE 802.3q          | 1993      | Agrégation de VLAN |
| IEEE 802.3u          | 1995      | Fast Ethernet à 100 Mbit/s (d) |
| IEEE 802.3y          | 1998      | 100BASE-T2. Norme ratifiée en 1998 et appartenant au groupe de normes IEEE 802.3 (Ethernet). Plus connue sous le nom de 100BASE-T2, IEEE 802.3y est aussi un groupe de travail du sous-comité IEEE 802.3 aujourd'hui dissous. |
| IEEE 802.3z          | 1998      | Gigabit Ethernet à 1000 Mbit/s (d) |
| IEEE 802.3ab         | 1999      | 1000BASE-T |
| IEEE 802.3ac         | 1998      | VLAN TAG |
| IEEE 802.3ad         | 2000      | Link Aggregation |
| IEEE 802.3ae         | 2002      | 10GBASE-F |
| IEEE 802.3af         | 2003      | Power over Ethernet |
| IEEE 802.3ah         | 2004      | Ethernet in the First Mile (d) |
| IEEE 802.3ak         | 2004      | 10GBASE-CX4 |
| IEEE 802.3an         | 2006      | 10GBASE-T |
| IEEE 802.3ap         | 2007      | Backplane Ethernet |
| IEEE 802.3aq         | 2006      | 10GBASE-LRM |
| IEEE 802.3ar         | En cours  | Gestion des embouteillages |
| IEEE 802.3as         | 2006      | Extension de la trame |
| IEEE 802.3at         | 2008      | Amélioration de Power over Ethernet |
| IEEE 802.3av         | 2009      | 10 Gbit/s : 10G-EPON |
| IEEE 802.3ax         | 2008      | Déplacement de Link Aggregation de 802.3 vers 802.1 |
| IEEE 802.3ay         | 2008      | Amélioration du standard de base 802.3 |
| IEEE 802.3az         | 2010      | Optimisation énergétique d'Ethernet |
| IEEE 802.3ba de 2009 | 2009      | Ethernet 40 et 100 Gbit/s |
| 802.3ba de 2010      | 2010      | 40 Gbit/s and 100 Gbit/s Ethernet. 40 Gbit/s over 1 m backplane, 10 m Cu cable assembly (4×25 Gbit or 10×10 Gbit lanes) and 100 m of MMF and 100 Gbit/s up to 10 m of Cu cable assembly, 100 m of MMF or 40 km of SMF respectively |
| 802.3-2008/Cor 1     | 2009      | Increase Pause Reaction Delay timings which are insufficient for 10 Gbit/s (workgroup name was 802.3bb) |
| 802.3bc              | 2009      | Move and update Ethernet related TLVs (type, length, values), previously specified in Annex F of IEEE 802.1AB (LLDP) to 802.3. |
| 802.3bd              | 2010      | Priority-based Flow Control. An amendment by the IEEE 802.1 Data Center Bridging Task Group (802.1Qbb) to develop an amendment to IEEE Std 802.3 to add a MAC Control Frame to support IEEE 802.1Qbb Priority-based Flow Control. |
| 802.3.1              | 2011      | MIB definitions for Ethernet. It consolidates the Ethernet related MIBs present in Annex 30A&B, various IETF RFCs, and 802.1AB annex F into one master document with a machine readable extract. (workgroup name was p. 802.3be) |
| 802.3bf              | 2011      | Provide an accurate indication of the transmission and reception initiation times of certain packets as required to support IEEE p. 802.1AS. |
| 802.3bg              | 2011      | Provide a 40 Gbit/s PMD which is optically compatible with existing carrier SMF 40 Gbit/s client interfaces (OTU3/STM-256/OC-768/40G POS). |
| 802.3-2012           | 2012      | A revision of base standard incorporating the 802.3at/av/az/ba/bc/bd/bf/bg amendments, a corrigenda and errata. |
| 802.3bj              | June 2014 | Define a 4-lane 100 Gbit/s backplane PHY for operation over links consistent with copper traces on “improved FR-4” (as defined by IEEE p. 802.3ap or better materials to be defined by the Task Force) with lengths up to at least 1 m and a 4-lane 100 Gbit/s PHY for operation over links consistent with copper twinaxial cables with lengths up to at least 5 m. |
| 802.3bk              | 2013      | This amendment to IEEE Std 802.3 defines the physical layer specifications and management parameters for EPON operation on point-to-multipoint passive optical networks supporting extended power budget classes of PX30, PX40, PRX40, and PR40 PMDs. |
| 802.3bm              | 2015      | 100G/40G Ethernet for optical fiber |
| 802.3bp              | June 2016 | 1000BASE-T1 – Gigabit Ethernet over a single twisted pair, automotive & industrial environments |
| 802.3bq              | June 2016 | 25G/40GBASE-T for 4-pair balanced twisted-pair cabling with 2 connectors over 30 m distances |
| 802.3bs              | ~2017     | 400 Gbit/s Ethernet over optical fiber using multiple 25G/50G lanes |
| 802.3bt              | ~2017     | Power over Ethernet enhancements up to 100 W using all 4 pairs balanced twisted-pair cabling, lower standby power and specific enhancements to support IoT applications (e.g. Lighting, sensors, building automation). |
| 802.3bw              | 2015      | 100BASE-T1 – 100 Mbit/s Ethernet over a single twisted pair for automotive applications |
| 802.3-2015           | 2015      | 802.3bx – a new consolidated revision of the 802.3 standard including amendments 802.2bk/bj/bm |
| 802.3by              | June 2016 | Optical fiber, twinax and backplane 25 Gigabit Ethernet |
| 802.3bz              | Sept 2016 | 2.5 Gigabit and 5 Gigabit Ethernet over Cat-5/Cat-6 twisted pair – 2.5GBASE-T and 5GBASE-T |
| 802.3 cd             | ~2018     | Media Access Control Parameters for 50 Gb/s and Physical Layers and Management Parameters for 50 Gb/s, 100 Gb/s, and 200 Gb/s Operation |